# بيرا (موزمبيق)
بيرا هي مدينة، في موزمبيق، تتبع محافظة سوفالا ، وهي عاصمتها، بلغ عدد سكانها 436,240 نسمة، رمزها البريدي هو 2100.

## المناخ
يظهر الجدول التالي التغييرات المناخية على مدار السنة لبيرا:
| البيانات المناخية لـبيرا                                         | البيانات المناخية لـبيرا | البيانات المناخية لـبيرا | البيانات المناخية لـبيرا | البيانات المناخية لـبيرا | البيانات المناخية لـبيرا | البيانات المناخية لـبيرا | البيانات المناخية لـبيرا | البيانات المناخية لـبيرا | البيانات المناخية لـبيرا | البيانات المناخية لـبيرا | البيانات المناخية لـبيرا | البيانات المناخية لـبيرا | البيانات المناخية لـبيرا |
| الشهر                                                            | يناير                    | فبراير                   | مارس                     | أبريل                    | مايو                     | يونيو                    | يوليو                    | أغسطس                    | سبتمبر                   | أكتوبر                   | نوفمبر                   | ديسمبر                   | المعدل السنوي            |
| ---------------------------------------------------------------- | ------------------------ | ------------------------ | ------------------------ | ------------------------ | ------------------------ | ------------------------ | ------------------------ | ------------------------ | ------------------------ | ------------------------ | ------------------------ | ------------------------ | ------------------------ |
| الدرجة القصوى °م (°ف)                                            | 40.0 (104.0)             | 37.8 (100.0)             | 37.2 (99.0)              | 37.5 (99.5)              | 36.8 (98.2)              | 33.4 (92.1)              | 34.6 (94.3)              | 34.7 (94.5)              | 39.6 (103.3)             | 41.6 (106.9)             | 43.0 (109.4)             | 41.0 (105.8)             | 43.0 (109.4)             |
| متوسط درجة الحرارة الكبرى °م (°ف)                                | 31.4 (88.5)              | 31.0 (87.8)              | 30.4 (86.7)              | 29.4 (84.9)              | 27.6 (81.7)              | 25.8 (78.4)              | 25.2 (77.4)              | 26.1 (79.0)              | 27.6 (81.7)              | 28.9 (84.0)              | 30.0 (86.0)              | 30.8 (87.4)              | 28.7 (83.7)              |
| متوسط درجة الحرارة الصغرى °م (°ف)                                | 23.8 (74.8)              | 23.7 (74.7)              | 23.2 (73.8)              | 21.3 (70.3)              | 18.4 (65.1)              | 16.2 (61.2)              | 15.7 (60.3)              | 16.6 (61.9)              | 18.4 (65.1)              | 20.3 (68.5)              | 21.8 (71.2)              | 23.0 (73.4)              | 20.2 (68.4)              |
| أدنى درجة حرارة °م (°ف)                                          | 18.5 (65.3)              | 19.0 (66.2)              | 18.5 (65.3)              | 15.6 (60.1)              | 13.2 (55.8)              | 8.3 (46.9)               | 8.2 (46.8)               | 10.1 (50.2)              | 12.0 (53.6)              | 13.1 (55.6)              | 16.2 (61.2)              | 17.0 (62.6)              | 8.2 (46.8)               |
| الهطول مم (إنش)                                                  | 250.7 (9.87)             | 302.3 (11.90)            | 274.4 (10.80)            | 139.6 (5.50)             | 84.6 (3.33)              | 48.3 (1.90)              | 47.0 (1.85)              | 42.4 (1.67)              | 24.6 (0.97)              | 38.0 (1.50)              | 110.3 (4.34)             | 231.6 (9.12)             | 1٬593٫8 (62.75)          |
| متوسط أيام هطول الأمطار (≥ 1.0 mm)                               | 10.8                     | 12.5                     | 11.7                     | 8.2                      | 7.0                      | 7.2                      | 7.7                      | 5.4                      | 3.4                      | 5.1                      | 7.3                      | 10.2                     | 96.5                     |
| متوسط الرطوبة النسبية (%)                                        | 76                       | 78                       | 77                       | 77                       | 77                       | 76                       | 78                       | 77                       | 76                       | 74                       | 74                       | 76                       | 76                       |
| ساعات سطوع الشمس الشهرية                                         | 244.9                    | 226.0                    | 241.8                    | 246.0                    | 254.2                    | 222.0                    | 232.5                    | 254.2                    | 243.0                    | 257.3                    | 228.0                    | 235.6                    | 2٬885٫5                  |
| ساعات سطوع الشمس اليومية                                         | 7.9                      | 8.0                      | 7.8                      | 8.2                      | 8.2                      | 7.4                      | 7.5                      | 8.2                      | 8.1                      | 8.3                      | 7.6                      | 7.6                      | 7.9                      |
| المصدر #1: المنظمة العالمية للأرصاد الجوية                       |                          |                          |                          |                          |                          |                          |                          |                          |                          |                          |                          |                          |                          |
| المصدر #2: الأرصاد الجوية الألمانية (extremes, humidity and sun) |                          |                          |                          |                          |                          |                          |                          |                          |                          |                          |                          |                          |                          |

## مدن توأم
المدن التوأم:
- بيندر، مولدوفيا
- برستل
- بادوفا
- سيكسال
- أمستردام
- قلمرية.

## أعلام
- كارلوس كاردوسو
- تاشا دي فاسكونسيلوس
- شيكينيو كوندي
- رينيلدو ماندافا
- ميا كوتو